# Harley in mezzo
Harley in mezzo (Stuck in the Middle) è una serie televisiva statunitense del 2016 creata da Alison Brown e interpretata da Jenna Ortega.

## Trama
La serie racconta la storia della famiglia Diaz, ma si concentra maggiormente sulla vita adolescenziale di Harley Diaz, figlia di mezzo di una famiglia di 7 figli, dove si fa strada come prodigio dell'ingegneria.

## Episodi
| Stagione         | Episodi | Prima TV USA | Prima TV Italia |
| ---------------- | ------- | ------------ | --------------- |
| Prima stagione   | 13      | 2016         | 2016            |
| Seconda stagione | 22      | 2017         | 2017-2018       |
| Terza stagione   | 22      | 2017-2018    | 2018            |

### Episodi speciali
- Harley e le vacanze all'acquapark: è il primo episodio speciale di un'ora della serie e quinto episodio della seconda stagione. L'episodio è andato in onda negli Stati Uniti il 3 febbraio 2017. In origine questo episodio doveva essere mandato in onda come un film. Tuttavia Disney Channel decise di suddividerlo in due parti dai titoli Stuck in the Waterpark (Harley e le vacanze all'acquapark) e Stuck in the Aqualympics (Harley e le acquaolimpiadi). In Italia è andato in onda il 16 giugno 2017 su Disney Channel.
- Harley e il Natale: è il secondo episodio speciale di un'ora e primo terzo della terza stagione. L'episodio è stata trasmesso negli Stati Uniti l'8 dicembre 2017. In Italia è stato suddiviso in due parti (Harley e il viaggio di Natale e Harley e la gara di Natale) ed è stato trasmesso il 10 e 11 dicembre 2018.

### Corti
Negli Stati Uniti il 24 novembre 2016 vengono pubblicati sull'app WATCH Disney Channel 6 corti speciali situati tra la prima e la seconda stagione, distribuiti col titolo Stuck in the Store. I corti sono poi stati trasmessi su Disney Channel il 16 dicembre dello stesso anno e in Italia dal 13 al 18 maggio 2017.
| nº | Titolo originale     | Titolo italiano       | Prima TV USA     | Prima TV Italia |
| -- | -------------------- | --------------------- | ---------------- | --------------- |
| 1  | Operation: Mega Mart | Operazione: Mega Mart | 24 novembre 2016 | 13 maggio 2017  |
| 2  | Operation: Discount  | Operazione: Sconto    | 24 novembre 2016 | 14 maggio 2017  |
| 3  | Operation: Cake      | Operazione: Torta     | 24 novembre 2016 | 15 maggio 2017  |
| 4  | Operation: Fame      | Operazione: Notorietà | 24 novembre 2016 | 16 maggio 2017  |
| 5  | Operation: Break Out | Operazione: Evasione  | 24 novembre 2016 | 17 maggio 2017  |
| 6  | Operation: Escape    | Operazione: Fuga      | 24 novembre 2016 | 18 maggio 2017  |

## Personaggi

### Personaggi principali
- Harley Diaz: è la protagonista della serie nonché figlia di mezzo della famiglia Diaz. Ha un animo estroverso e brillante e prendendo ispirazione dalle varie avventure presenti nella sua famiglia riesce a creare fantastiche invenzioni. Nonostante critichi molte volte la sua numerosa parentela vi è molto affezionata. È molto legata ad Ethan tanto da considerarlo come un vero e proprio migliore amico. È interpretata da Jenna Ortega e doppiata in italiano da Arianna Vignoli.
- Rachel Diaz: è la figlia primogenita della famiglia Diaz. È vanitosa ed arrogante e si impone sempre al di sopra dei fratelli. Ama la moda ed è molto popolare sui social, passa il tempo a farsi selfie o a messaggiare ed ha moltissimi vestiti oltre all'abitudine di cambiarsi più volte al giorno. Nonostante sembri una ragazza fredda e altera in realtà è una sorella dolce e matura e, anche se fatica a dimostrarlo, tiene moltissimo ai fratelli. È fidanzata con Cuff, un ragazzo pigro e incapace di cui è follemente innamorata ma che non è ben visto da Tom. Dalla terza stagione lascia lo show (partecipa solo nel secondo e nell'ultimo episodio), e difatti il suo nome non appare più nella sigla - nonostante sia la medesima delle prime due stagioni e, quindi, appaia. È interpretata da Ronni Hawk e doppiata in italiano da Veronica Benassi.
- Georgie Diaz: è la seconda figlia dei Diaz. È ingenua e pasticciona ma molto leale e dolce. Ha una passione sfrenata per qualsiasi tipo di sport sebbene non eccella in nessuno di essi. È molto testarda è determinata ma è spesso mira di scherni da parte dei fratelli. È nella squadra di Basket della scuola ma non è affatto una brava giocatrice tanto da essere costretta alla panchina per tutta la durata della stagione. È interpretata da Kayla Maisonet e doppiata in italiano da Sara Labidi.
- Ethan Diaz: terzogenito della famiglia Diaz, è un ragazzo sveglio ed esuberante, spesso agisce in maniera precipitosa ma sa essere anche molto maturo in certe occasioni. Tiene moltissimo ad Harley e la considera la sua migliore amica tanto da sostenerla con fervore in ogni occasione anche se questo li caccia spesso nei guai. È ossessionato dalla cura per i capelli e suona la chitarra nonostante non sia una vera rockstar sogna di diventarlo. È visto spesso dai fratelli minori come un supereroe sebbene non faccia molto per dimostrarlo. È interpretato da Isaak Presley e doppiato in italiano da Francesco Ferri.
- Lewie e Beast Diaz: sono i due gemelli dizigoti della famiglia Diaz, rispettivamente il quinto ed il sesto figlio. Sono grandi compagni ed amici inseparabili, caotici e disordinati che si spalleggiano sempre ed ovunque. Vengono spesso considerati come due uragani e per i genitori è difficile tenerli a bada. Nonostante sembrino spesso sciocchi ed innocenti sono molto più furbi di quanto si pensi. Hanno inoltre una particolare ammirazione per Cuff tanto da considerarlo anch'esso un fratello maggiore. Si divertono a combinare disastri e non sono mai stanchi, spesso portano al limite la pazienza dei genitori che hanno addirittura scritto una lettera di cose che non devono fare. Sono interpretati rispettivamente da Nicolas Bechtel e da Malachi Barton e doppiati in italiano da Alessandro Carloni e da Mattia Fabiano.
- Daphne Diaz: è l'ultima figlia dei Diaz e anche la più tremenda. Appare come una bambina candida ed innocente ma dietro la facciata è molto furba e meschina tanto da tendere numerosi scherzi ed imbrogli ai fratelli, essendo molto intelligente per la sua età; ciò nonostante vuole molto bene a tutti loro e anche i fratelli le sono molto legati. Dorme in una casa dei giochi dove passa la maggior parte del suo tempo ed ha numerosi ed inquietanti bambolotti che tratta come degli spalleggiatori, la sua preferita è una bambola chiamata Disastro da cui non si separa mai. Seppure sembri cattiva e bizzarra vuole molto bene ad Harley e spesso i suoi scherzi servono solo ad attirare la sua attenzione. È interpretata da Ariana Greenblatt e doppiata in italiano da Anita Ferraro.
- Suzy Diaz: è la madre buffa ed incapace dei fratelli Diaz. Dovendo costantemente badare a sette caotici figli è spesso stressata e disattenta e fatica non poco a tenere la casa in ordine e a presentarsi come una madre affettuosa, ordinata e attenta alle necessità dei figli. È spesso criticata da Bethany e dal vicinato per i suoi comportamenti ma ama profondamente i figli e fa di tutto per renderli felici e responsabili anche sé spesso non riuscendoci. È interpretata da Cerina Vincent e doppiata in italiano da Daniela Calò.
- Tom Diaz: è il padre dei fratelli Diaz e proprietario di un negozio di articoli da pesca in città. Sebbene spesso non dimostri particolare attenzione nei confronti dei figli, li ama e li protegge cercando con non poche difficoltà ad accontentare i loro piccoli bisogni. A differenza della moglie, tuttavia, non è costretto a viverci dentro ogni giorno. È interpretato da Joe Nieves e doppiato in italiano da Alessandro Quarta.

### Personaggi ricorrenti
- Bethany Peters: è la vicina arrogante ed indisponente dei Diaz. Non perde occasione di criticare i fratelli e Suzy per il loro bizzarro e incorretto stile di vita. Madre single e perfettina di Ellie che ha cresciuto imponendo regole pesanti e uno stile di vita rigido e severo. È spesso presa in giro dai Diaz. È interpretata da Lauren Pritchard, doppiata da Monica Migliori.
- Ellie Peters: è la figlia unica e sola di Bethany che nonostante l'imposizione della madre è la migliore amica e compagna di Harley anche essendo stata cresciuta in un modo completamente diverso dal suo. Ammira grandemente l'amica e spesso si rammarica di essere cresciuta come figlia unica. È interpretata da Lulu Lambros.
- Cuff: è il fidanzato pigro ed insoddisfacente di Rachel e nonostante la ragazza lo ami alla follia egli è mal visto da Tom e Suzy ma anche da Harley che lo reputa stupido ed incapace. È ammirato particolarmente da Lewie e Beast per il suo stile pazzo e bizzarro che però assomiglia molto a quello dei gemelli tanto da essere considerato un vero e proprio fratello. È interpretato da Brett Pierce.
- Aidan: è il nipote della signora Peters e cugino di Ellie. È un abile giocatore di lacrosse e tra lui e Harley c'è sempre rivalità. Ha vissuto per alcuni anni in Italia per poi stare da sua zia Bethany mentre il padre è lontano. Non sempre tra Harley ed Aidan c'è rivalità, tanto che poi scoprono di amarsi, e si fidanzano.È interpretato da Joshua Bassett.

## Produzione
Harley in mezzo è la seconda serie di Disney Channel a non avere un pubblico dal vivo. La prima è stata Jonas L.A., ora non più disponibile.

## Colonna sonora
La sigla, cantata dai Sonus, è Stuck with You.

## Distribuzione
La serie ha debuttato su Disney Channel il 14 febbraio 2016. La seconda stagione è invece andata in onda dal 3 febbraio 2017, mentre la terza dall'8 dicembre dello stesso anno.
In Italia è andata in onda un'anteprima esclusiva di 7 minuti del primo episodio il 29 agosto 2016, mentre l'episodio completo è stato trasmesso il 17 settembre. I successivi episodi sono poi andati in onda dal 30 ottobre. La seconda stagione è stata trasmessa dal 16 giugno 2017, mentre la terza ha debuttato il 16 aprile 2018. In chiaro la serie va in onda dal 7 gennaio 2019 su Boing.